# Trasporti e infrastrutture a Marino

## Strade
Nell'anno 2007 il Comune di Marino è stato fra i comuni insigniti della Targa Blu 2007 per la sicurezza delle strade.
Strade statali
Il territorio del comune di Marino è attraversato da due strade statali:
- Strada statale 7 Via Appia; storica arteria di comunicazione tra Roma e il Sud Italia, che ricalca a partire dall'incrocio di Frattocchie il tracciato della via Appia Antica. Lungo questa strada sono situate le frazioni di Santa Maria delle Mole, Cava dei Selci e Frattocchie.

- Strada statale 140 del Lago Albano, o del Lago Olimpico, che inizia dall'incrocio di Due Santi al chilometro 21,5 della Via Appia, che tramite questa statale è collegata a Castel Gandolfo e al lago Albano. Il tronco per il lago Albano è stato realizzato nel 1960, in occasione delle Olimpiadi di Roma. Questa strada è utilizzata dal papa nei suoi spostamenti in automobile tra il Vaticano e il Palazzo Pontificio di Castel Gandolfo.

Strade regionali
Il territorio del comune di Marino è attraversato da una sola strada regionale, la strada regionale 207 Nettunense, ex strada statale la cui gestione è stata devoluta nel 2001 alla Regione Lazio. Questa strada inizia dall'incrocio di Frattocchie, e prosegue verso Anzio e Nettuno attraversando le località di Frattocchie e Castelluccia. La via Nettunense è stata identificata come una delle strade più pericolose d'Italia.
La Regione Lazio e l'ANAS stanno occupandosi della progettazione del nodo Squarciarelli, una strada che dovrebbe congiungere i comuni di Marino, Rocca di Papa, Grottaferrata e Frascati ovviando all'intasamento dell'incrocio di Squarciarelli, in comune di Grottaferrata.
Strade provinciali

## Ferrovie

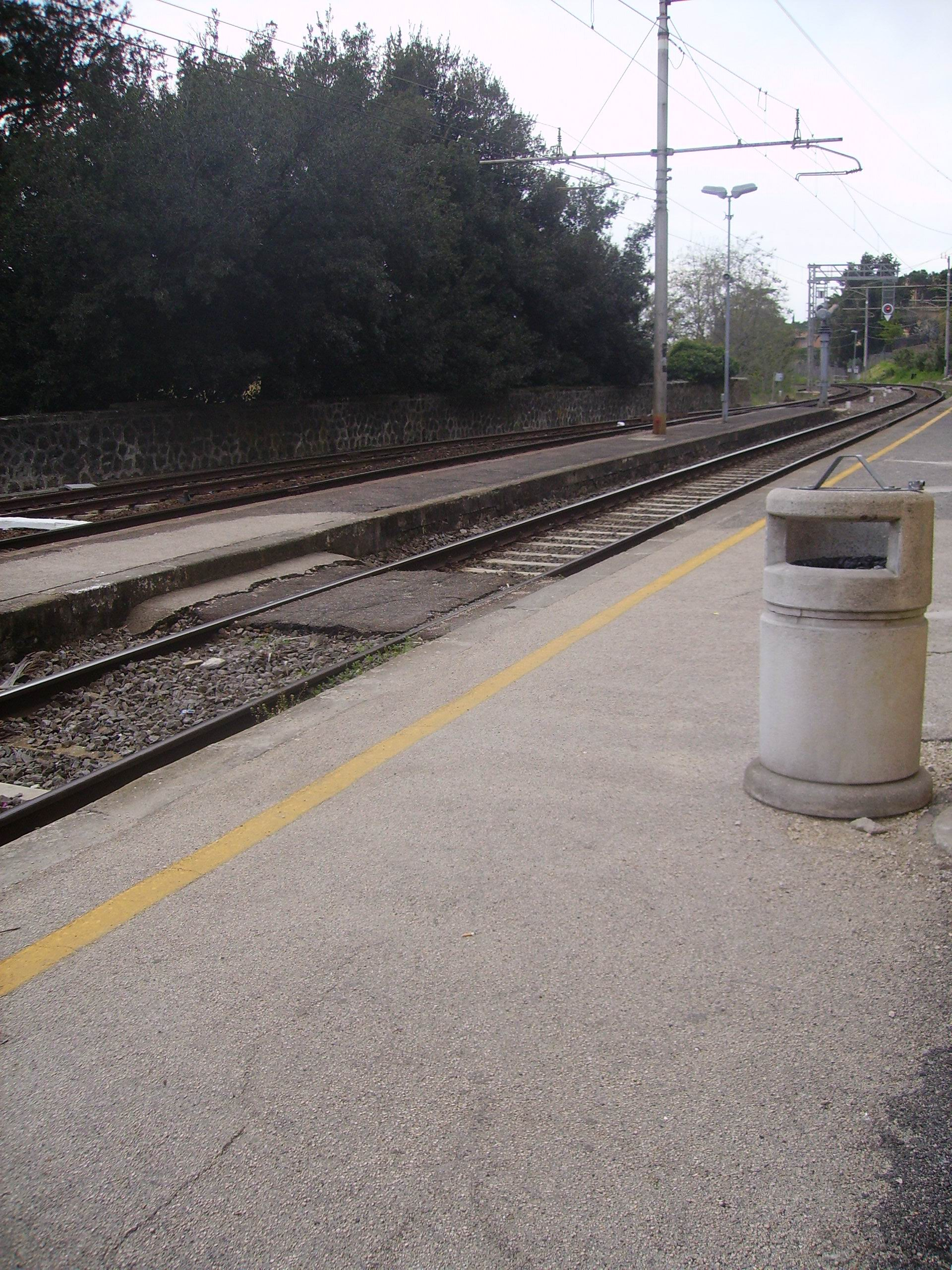
I binari della ferrovia Roma-Albano alla stazione di Marino Laziale.

Linee ferroviarie regionali extra-urbane
Il territorio di Marino è attraversato da due linee ferroviarie, appartenenti alla FL4 (ferrovia regionale del Lazio):
- Ferrovia Roma-Albano; costruita a partire dal 1881 su decreto di Umberto I di Savoia, venne inaugurata nel 1889, fino al 1927 proseguiva verso Cecchina e Nettuno. Lunga globalmente 28.41 chilometri, attraversa il comune di Marino servendolo con la stazione omonima; assicura un collegamento con i comuni di Ciampino, Castel Gandolfo e Albano Laziale.

- Ferrovia Roma-Velletri; inaugurata da papa Pio IX nel 1863, è stata la terza linea ferroviaria dello Stato Pontificio, e fino al 1892 proseguiva verso Valmontone e Napoli. Lunga globalmente 41.01 chilometri, attraversa il comune di Marino servendolo con la stazione di Santa Maria delle Mole; assicura un collegamento con i comuni di Ciampino, Castel Gandolfo, Albano Laziale, Ariccia, Genzano di Roma, Lanuvio e Velletri.

Sul territorio comunale sono presenti due gallerie ferroviarie, entrambe sulla ferrovia Roma-Albano:
- Galleria di Colle Cimino, lunga 220 metri;
- Galleria di Marino, lunga 315 metri, è la seconda galleria per lunghezza delle quattro gallerie della ferrovia Roma-Albano.

Durante la seconda guerra mondiale le due gallerie accolsero numerosi sfollati in fuga dai bombardamenti aerei alleati.
Inoltre la ferrovia Roma-Albano dopo la Galleria di Colle Cimino passa sul Ponte dei Sei Archi, semplicemente detto "de i Sei Archi de Marino", un grande ponte ferroviario a sei arcate che attraversa la Valle dei Morti.
Linee tranviarie extra-urbane

Dal 1856 l'allora frazione di Ciampino era collegata a Roma per via ferroviaria. Nel 1880 il Comune di Marino decise di realizzare un collegamento tra Marino e Ciampino, e quindi a Roma: nacque così la linea Portonaccio-Marino, più una tramvia a vapore che una vera e propria ferrovia. Realizzata a dispetto del forte dislivello del terreno, il funzionamento di questa linea era spesso ostacolato dall'asperità del tracciato. La stazione era situata fuori Marino, lungo la via Castrimeniense. Nel 1881 iniziò la costruzione della ferrovia Roma-Albano, completata nel 1889: l'entrata in funzione di questa linea sancì la definitiva fine della Portonaccio-Marino.

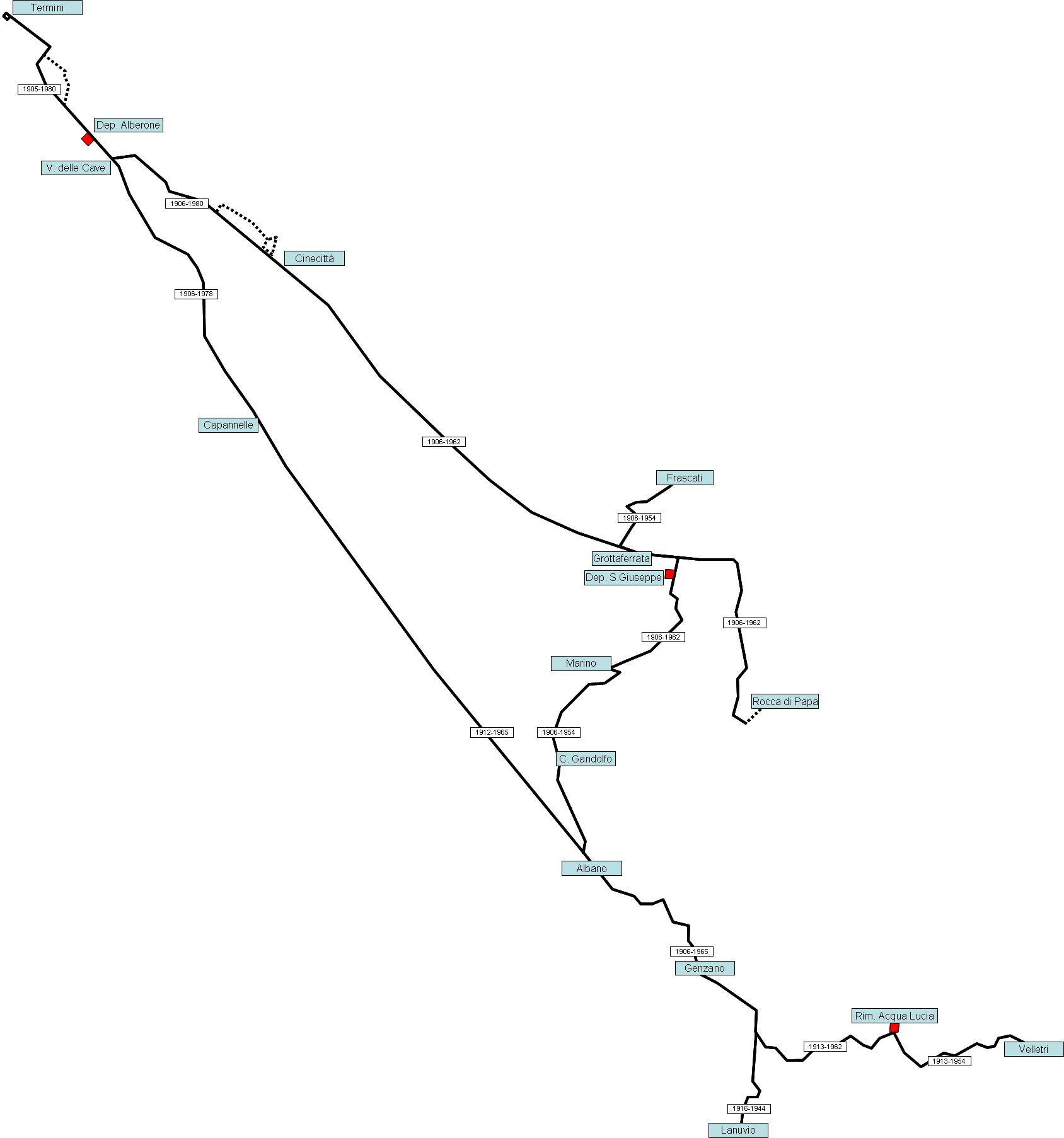
Le Tramvie dei Castelli Romani.

La progettazione di una vera tramvia per i Castelli Romani iniziò nel 1901: tuttavia il primo tronco delle gloriose Tramvie dei Castelli Romani fu inaugurato solo il 19 febbraio 1906 ed era la tratta Roma-Grottaferrata-Frascati; nell'aprile 1906 venne aperto il tronco Grottaferrata-Marino-Castel Gandolfo-Albano Laziale-Ariccia-Genzano di Roma e nell'ottobre la funicolare Grottaferrata-Valle Oscura-Rocca di Papa. La linea tramviaria percorreva lo stesso tracciato attualmente percorso dagli autobus COTRAL, ovvero la Strada statale 216 Maremmana III, che nel tratto urbano si chiamavano corso Vittoria Colonna, come oggi, e piazza XXIV Ottobre, oggi Giacomo Matteotti. Il 4 marzo 1912 venne aperto il collegamento Roma-Albano Laziale, che seguiva la Strada statale 7 Via Appia lambendo la frazione Frattocchie. La STFER, società che gestiva le tramvie castellane, collocò un deposito ai confini con Grottaferrata, località San Giuseppe-Colonnelle. Dopo la seconda guerra mondiale, iniziò lo smantellamento della Tramvie dei Castelli Romani: il 4 agosto 1954 chiuse la tratta Marino-Albano Laziale; il 15 dicembre 1963 la Marino-Grottaferrata e infine, il 3 gennaio 1965, venne effettuata l'ultima corsa della Roma-Albano Laziale.

## Aeroporti
Fino al 1974, data del riconoscimento dell'autonomia amministrativa del comune di Ciampino, l'aeroporto di Roma-Ciampino ricadeva in parte nel territorio marinese. Oggi non è più così, tuttavia esistono alcuni problemi legati all'inquinamento proveniente dall'aeroporto che pesano anche sul territorio marinese, specialmente sulle frazioni di Santa Maria delle Mole e Cava dei Selci.
L'Aeroporto Internazionale "Giovan Battista Pastine" di Roma-Ciampino, è frequentato da 5.401.475 passeggeri l'anno che viaggiano su 138 voli giornalieri gestiti da cinque compagnie low-cost, in un periodo operativo che va dalle quattro del mattino alle 24 di notte, 365 giorni l'anno. Dal 2001 al 2006 si è registrato un incremento del 600% nel numero di voli, e dal 2006 al 2007 del 9.24%.
Nel giugno 2005 i cittadini di Ciampino, del municipio X di Roma e di Santa Maria delle Mole hanno deciso di costituirsi nel "Comitato Aeroporto di Ciampino - per la riduzione dell'impatto ambientale dell'aeroporto", che richiede il ritorno al numero di voli ed alle tipologie di aeromobili del 2001, l'immediato blocco dei voli e delle attività notturne dell'aeroporto, l'applicazione di rigide procedure antirumore e di sicurezza per i voli, la messa in opera immediata delle centraline antirumore asservite al radar, la messa in opera immediata delle centraline per la rilevazione dell'inquinamento dell'aria, la messa in opera immediata di barriere e dispositivi anti-rumore per proteggere la popolazione e l'adozione di adeguate procedure per garantire la sicurezza dei cittadini.
Il "Comitato Aeroporto di Ciampino" ha preparato un modello di lettera di protesta contro l'aeroporto da spedire al sindaco di Marino e al prefetto di Roma: in quella si evidenzia come nel territorio della II Circoscrizione di Marino (Santa Maria delle Mole-Cava dei Selci) il limite di 50 µg/m³ di PM10 stabilito dal D.L. n° 60 2 aprile 2002 sia costantemente superato: si passa da un minimo di 53.67 µg/m³ in via Pietro Maroncelli ad un massimo di 178.97 µg/m³ in via Niccolò Tomasseo. Il Comune di Marino, sia l'Amministrazione di centrodestra che l'opposizione di centrosinistra, si è schierato immediatamente assieme al Comitato, e dal 1º novembre 2007 si è arrivati ad un accordo che sposta 38 voli sull'Aeroporto di Roma-Fiumicino.

## Mobilità urbana
La COTRAL, compagnia regionalizzata dei trasporti pubblici, assicura numerose corse extra-urbane nei Castelli e di collegamento con Roma.
Il trasporto pubblico su gomma è assicurato anche dal Comune di Marino garantisce cinque linee circolari: